# Krai (pel·lícula del 2010)
Krai (títol en anglès: The Edge) és una pel·lícula dirigida per Alekseï Utxitel, estrenada l'any 2010.

## Argument
L'acció passa a Sibèria, el 1945, en un poble aïllat on estan consignades persones considerades com a traïdors a la pàtria. Aquest poble està connectat a la resta del món per ferrocarril i els trens que treuen els arbres tallats. Una comunitat de dones, antigues internes d'un orfenat, a prop. Arriba Ignat, mecànic emèrit i heroi de guerra condecorat que es troba allà per assegurar el manteniment de les locomotores a vapor del dipòsit, amb prohibició de conduir-les.
La seva arribada amb un estatus superior a tots trastocarà la vida del poble.
Coneix Elsa, una jove alemanya arribada al començament de les hostilitats amb Alemanya i que ha sobreviscut tota la guerra enterrada en la locomotora que l'havia portada al poble i aïllada per l'enfonsament del pont sobre el riu. Ignat porta Elsa i la locomotora al poble retrobant així la seva feina de mecànic. Serà el desencadenant de les passions i dels deliris d'uns i altres.

## Repartiment
- Sergei Garmax: Major Fixman
- Aleksei Gorbunov: Kolivanov
- Vatxeslav Krikunov: Stepan
- Iúlia Peressild: Sofia
- Aleksandr Baxirov: Zilkin
- Evgeni Tkatxuk: Borka
- Vladas Bagdonas: Butkus
- Anna Ukolova: Matilda
- Ruben Karapetyan: Sarkisian
- Vadim Iakovlev: Feldxer

## Premis i nominacions

### Premis
- Gran premi del Festival del cinema rus de Honfleur (2013), amb el títol La Lisière.
  - Gran premi del jurat
  - Gran premi del públic
- Premis Nika 2011 :
  - Millor film
  - Millor actor per Vladimir Maxkov
  - Millor fotografia per Iuri Klimenko

### Nominacions
- Premis Globus d'Or 2011 :
  - Globus d'Or a la millor pel·lícula de parla no anglesa

- Asia Pacific Screen Awards 2011 :
  - Achievement in Cinematography per Yuri Klimenko

- Premis Nika 2010 :
  - Millor so per Kirill Vasilenko

- Warsaw Internacional Film Festival 2010 :
  - Gran Premi per Alekseï Outchitel

- Premis Nika 2011 :
  - Millor director per Alekseï Utxitel
  - Millor actriu a un segon paper per Iulia Peressild
  - Millor actriu per Anjorka Strechel

- El film va ser nominat per les cerimònies dels premis Nika de 2010 i de 2011.[3][4]